# Söllscher
Söllscher är ett efternamn, som burits av bland andra:
- August Söllscher (1810–1873), svensk jurist
- Carl Söllscher (1860–), svensk ingenjör
- Göran Söllscher (född 1955), svensk klassisk gitarrist